# Герб Остра
Герб Остра́ — геральдичний символ міста Остра Козелецького району Чернігівської області (Україна). 
На гербі зображено у зеленому полі міську браму з трьома вежами, та золотим хрестом.

## Історія
У 1663-1664 роках Остер витримав осаду польських військ на чолі з королем Яном Казимиром ІІ. За мужність під час облоги, король Ян Казимир ІІ надав місту привілей на Магдебурзьке право та право мати свій магістрат і власний герб. 
У складі Російської імперії герб був повторно перезатверджений 4 червня 1782 року, коли Остер став заштатним містом Київського намісництва. 

## Проект Кене
Останній вигляд герба розробив відомий геральдист Б.В. Кене у 1865 році. В зеленому щиті срібні зубчасті відчинені міські ворота з трьома круглими баштами і над воротами червоний щит, розділений золотим хрестом. У вільній частині герб Чернігівської губернії. 
Щит увінчаний срібною міською короною з трьома вежами та обрамований двома золотими колосками, оповитими Олександрівською стрічкою. 
Проте цей варіант герба так і не став офіційним.

## Галерея

Герб Остра 1724 (реконструкція)
Проект Герба Остра Кене